# Parque nacional de las Llanuras de Horton
El Parque nacional de las Llanuras de Horton (en cingalés: හෝටන් තැන්න) es un área protegida de las mesetas centrales en Sri Lanka. Esta zona, cubierta por pastizales de montaña y bosque nuboso, se encuentra a una altitud de entre 2100 y 2300 metros y es rica en biodiversidad, pues muchas especies que se encuentran aquí son endémicas de la región. En 1988, fue declarada parque nacional y también es un popular destino turístico por su localización a 32 kilómetros de Nuwara Eliya. 
Las Llanuras de Horton son las nacientes de los tres principales ríos de Sri Lanka: Mahaweli, Kelani y Walawe. En cingalés, se les conoce como «Llanos Mahaweli». En este lugar se han encontrado herramientas de piedra que datan de la cultura Balangoda. La vegetación consiste en pastizales entremezclados con bosques montañosos, que incluyen varias especies de plantas leñosas endémicas. Habitan el área grandes manadas de ciervos Sambar de Sri Lanka, una especie típica de las llanuras. 
El parque también es un área para la conservación de aves, con especies endémicas no solo de Sri Lanka, sino propias únicamente de las llanuras. La extinción paulatina del bosque es una de las principales amenazas para el parque y según algunos estudios es causada por un fenómeno natural. Las principales atracciones turísticas del sitio son el precipicio «El fin del mundo» y las cascadas Baker. En 2010, la Organización de las Naciones Unidas para la Educación, la Ciencia y la Cultura lo declaró Patrimonio de la Humanidad bajo el nombre de Mesetas centrales de Sri Lanka.

## Características físicas
Las Llanuras de Horton están ubicadas en la meseta sur de la región montañosa central de Sri Lanka. Las cimas del Kirigalpotta (2389 metros) y Thotapolakanda (2357 metros), la segunda y tercera elevaciones más altas del país, se sitúan al oeste y al norte, respectivamente. La altitud del parque oscila entre los 2100 y los 2300 metros. Se han encontrado rocas que pertenecen al Precámbrico y se componen de khondalita, charnockita y gneis granítica. El suelo es del tipo podsol rojo amarillo y la capa superficial está recubierta con materia orgánica descompuesta. La precipitación media anual es superior a los 2000 milímetros. Con frecuencia la nubosidad reduce la cantidad de luz solar disponible para las plantas.
La temperatura media anual es de 13 °C, pero varía considerablemente a lo largo de la jornada: puede alcanzar los 27 °C durante el día y 5 °C por la noche. El viento puede alcanzar una intensidad de temporal durante la temporada de monzón. Aunque se registran algunas lluvias en el año, la estación seca se produce entre enero y marzo, mientras que en febrero es común la helada. Por otra parte, en la temporada de lluvias la neblina puede permanecer durante la mayor parte del día. En el parque se observan múltiples estanques y cataratas, incluso se le considera la cuenca más importante de Sri Lanka. En este sentido, este lugar es el nacimiento de ríos como el Mahaweli, Kelani y Walawe. También alimenta a otras corrientes como Belihul Oya, Oya Agra, Oya Kiriketi, Uma Oya, y Bogawantalawa Oya.

## Historia
El parque se nombró en honor de sir Robert Wilmot-Horton, gobernador británico de Ceilán, que viajó a la zona para conocer al Ratemahatmaya de Sabaragamuwa en 1836. En este lugar se han encontrado herramientas de piedra que datan de la cultura Balangoda. La población local que residía en las tierras bajas subió a las montañas a extraer gemas, mineral de hierro, construir un canal de riego y talar árboles. Estudios con polen encontrado en una ciénega revelaron que a finales del período Cuaternario el área tenía un clima semiárido y una restringida variedad de especies vegetales.
Después de que Joseph Dalton Hooker aconsejara a las autoridades británicas «dejar inalterados todos los Bosques Montañosos por arriba de los 5000 pies», se emitió en 1873 una orden administrativa al respecto que impedía la tala y el desmonte de bosques en la región. En este sentido, el 5 de diciembre de 1969 se designó reserva natural y el 16 de marzo de 1988 pasó a ser parque nacional. En el oeste, junto al parque, se encuentra el Área protegida del Pico Wilderness. Las Llanuras de Horton, que cubren 3160 hectáreas, contienen una de las zonas más extensas de bosque nuboso en Sri Lanka.
En julio de 2010, la Organización de las Naciones Unidas para la Educación, la Ciencia y la Cultura declaró Patrimonio de la Humanidad a las Mesetas centrales de Sri Lanka, que incluyen al parque nacional de las Llanuras de Horton, al Área protegida del Pico Wilderness y al Bosque de conservación de Knuckles.

## Flora

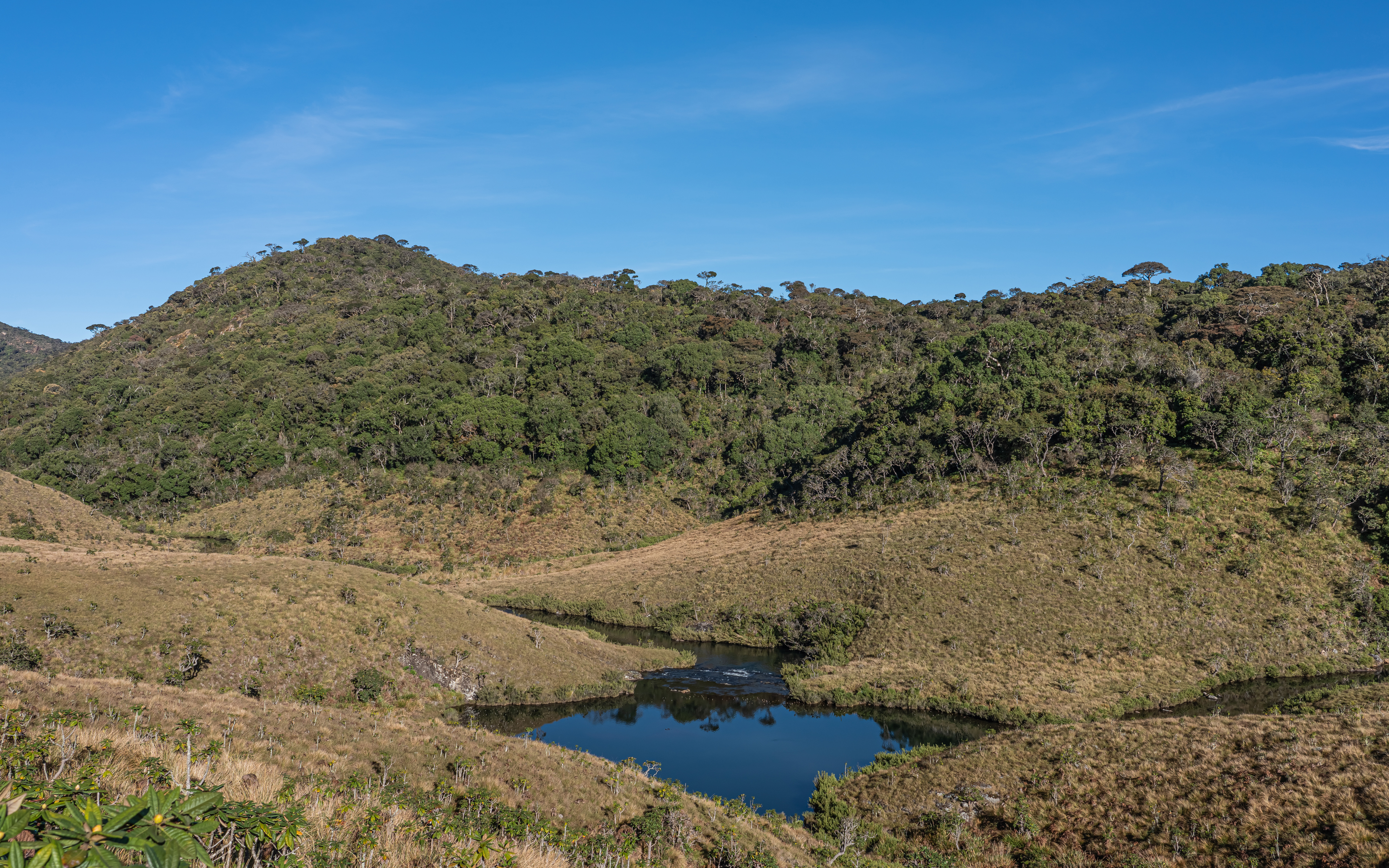
Un cuerpo de agua en el parque.

La vegetación del parque se clasifica en dos grupos distintivos: 2000 hectáreas de patana húmeda —pradera de montaña— y 1160 hectáreas de bosques montanos subtropicales de hoja perenne. Se han registrado alrededor de 750 especies de plantas pertenecientes a veinte familias. El dosel arbóreo alcanza alturas de veinte metros con Calophyllum walkeri, que forma comunidades con variedades de especies de mirtáceas —como Syzygium rotundifolium y Syzygium sclerophyllum— y lauráceas —tales como Litsea, Cinnamomum y Actinodaphne speciosa—. En el sotobosque predominan las especies del género Strobilanthes, cuyo espesor oculta el desarrollo de una capa de hierbas, aunque también se encuentran ejemplares de Indocalamus y Ochlandra. En el linde del bosque y en las cumbres montañosas crecen Rhodomyrtus tomentosa. Especies como Rhododendron arboreum y del género Gordonia se han extendido en Sri Lanka y en los Ghats occidentales de la India del Sur. Por otro lado, se han registrado 54 especies de plantas leñosas en el parque y de ellas 27 son endémicas del país.
Las praderas son comunidades plagioclímax que son objeto frecuente de pastoreo e incendios. En cuestión de esos pastizales predominan los ejemplares de Arundinella villosa y Chrysopogon zeylanicus. En áreas bajas se encuentran pantanos anegados o riachuelos de movimiento lento, y en sus alrededores hay plantas acuáticas, como Aponogeton jacobsenii, la ciperácea Isolopis fluitans y Utricularia. Chimonobambusa densifolia crece en las orillas de los arroyos y cerca de las zonas pantanosas son comunes las especies de Eriocaulon y Juncus prismatocarpus, Garnotia mutica y Exacum trinervium. Por su parte, predominan las formaciones tusoc —Chrysopogon zeylanicus y Cymbopogon confertiflorus— excepto en huecos húmedos. Asimismo, la flora herbácea de las praderas incluye especies templadas —como las de Ranunculus, Pedicularis, Senecio, Gentiana y Alchemilla, entre otras— y tropicales —tales como Ipsea speciosa y las de Eriocaulon—. En el caso de las plantas boreales, las más diseminadas son Viola, Lobelia, Gaultheria, Fragaria y Plantago.
En troncos y ramas de árboles se observan especies de helechos, licopodios, líquenes y orquídeas. Entre otras plantas, también se registran especies de árboles endémicos, como Calophyllum walkeri y Rhododendron zeylanicum, arbustos —Rhodomyrtus parviflora y Gaultheria fragrantissima—, hierbas —Exacum trinervium y Exacum walkeri—, Drosera indica y helechos gigantes. El género de líquenes foliosos Anzia, de la familia Parmeliaceae, se descubrió por vez primera en el parque en 2007. Se ha discutido el origen de los pastizales en el lugar, pues para algunos fueron resultado de la tala de bosques e incendios, mientras que otros los consideran naturales, originados a partir de las condiciones de humedad, heladas y erosión en el suelo.

## Fauna

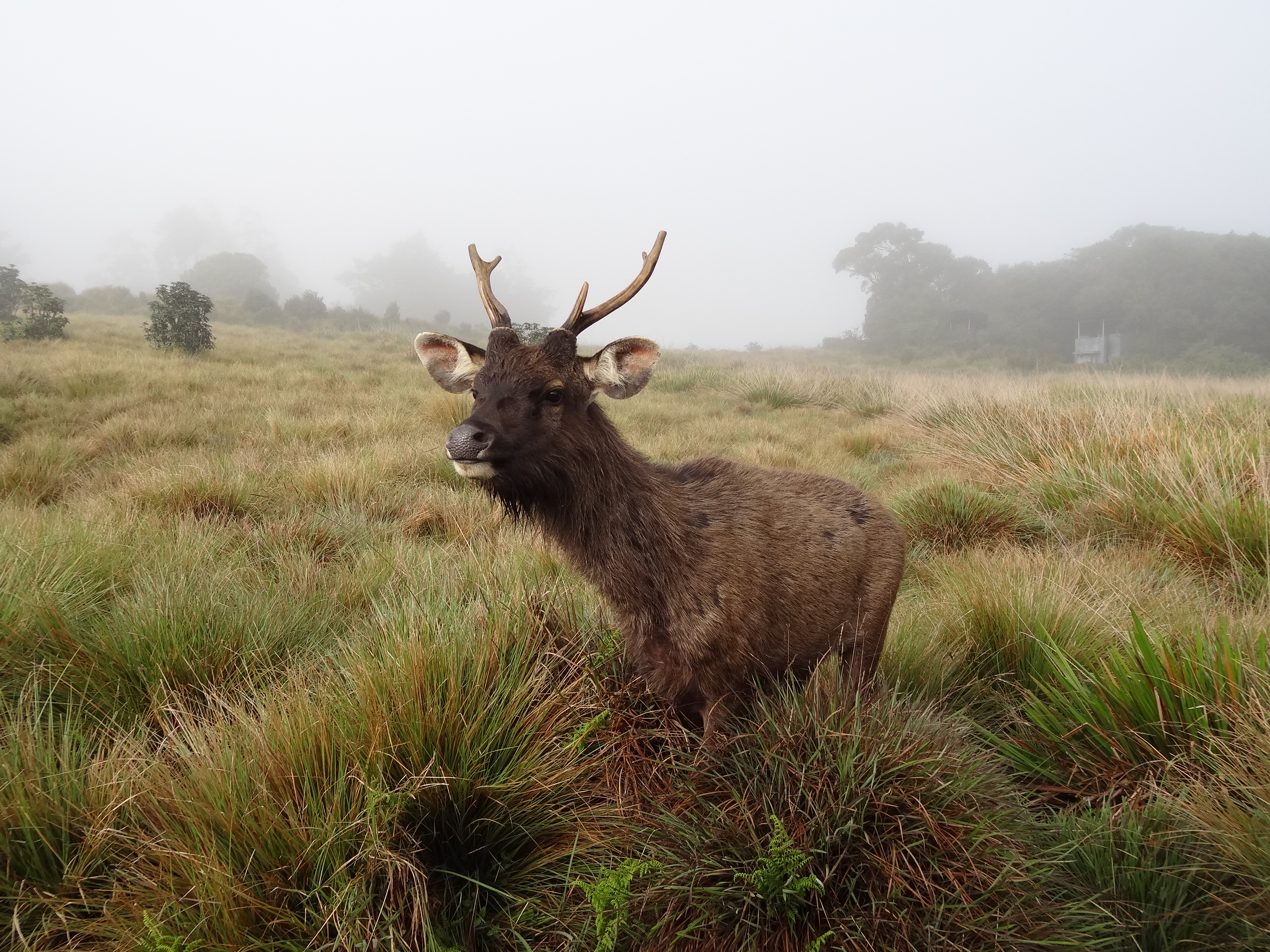
Un ciervo Sambar de Sri Lanka en el parque.

En el parque, se han registrado veinticuatro especies de mamíferos, 87 de aves, nueve de reptiles y ocho de anfibios. El elefante de Sri Lanka desapareció del lugar en la década de 1940 o antes. El animal que se observa más frecuentemente es el ciervo Sambar de Sri Lanka; algunos estudios calculan una población de entre 1500 a 2000 ejemplares de ese ciervo, posiblemente más que la capacidad de carga de las llanuras. Otros mamíferos que se encuentran en el parque son: musarañas de Kelaart, loris esbeltos rojos, macacos de Sri Lanka, langures de cara púrpura, gatos herrumbrosos, leopardos de Sri Lanka, jabalís, mangostas de nuca rayada, ciervos ratón de Sri Lanka, muntíacos de la India, ciervos sambar y ardillas gigantes de Sri Lanka. También nutrias y gatos pescadores visitan los humedales para alimentarse. Una subespecie de los loris esbeltos rojos, el Loris tardigradus nycticeboides o Loris lydekkerianus nycticeboides, vive únicamente en las tierras altas de Sri Lanka y es uno de los primates en mayor peligro del mundo. En julio de 2010, un grupo de investigadores de la Sociedad Zoológica de Londres pudo fotografiar al animal por primera vez. Seis años después se logró el primer registro fotográfico en el parque de un gato herrumbroso, a altitudes de entre 2084 y 2162 metros.
Las Llanuras de Horton forman junto con otros lugares, como Ohiya y Pattipola-Ambewela, una de las áreas importantes para la conservación de las aves en Sri Lanka. La región comprendida por el parque y el área protegida del Pico Wilderness alberga veintiuna especies de aves endémicas del país. Cuatro —urraca cingalesa, papamoscas de Ceilán, anteojitos cingalés y la paloma de Ceilán— son únicas de las llanuras. Por su parte, se observan otras especies endémicas en el parque como: faisancillos de Ceilán, gallos de Ceilán, barbudos frentigualdos, turdoides cingaleses, zarzaleros de Ceilán y arrengas de Ceilán.
Algunas aves, como las del género Collocalia o el vencejo real, migran a esta área durante el invierno. Entre las aves de presa observadas están el águila culebrera chiíla, el águila azor montañesa, el elanio común y el halcón peregrino. Entre las especies de anfibios endémicas del lugar están Taruga eques, Taruga longinasus, Limnonectes greenii, Lankanectes corrugatus y Microhyla zeylanica. Otros animales que se encuentran en el área son la serpiente Aspidura brachyorrhos y el agámido Calotes nigrilabris. Por otro lado, los únicos pescados del parque son foráneos: la carpa común y la trucha arcoíris. Asimismo, hay crustáceos endémicos, como las especies de Perbrinkia. y el carídeo Caridina singhalensis, que se halla únicamente en un tramo de diez kilómetros, localizado a una altitud de unos 2100 metros.

## Atracciones turísticas

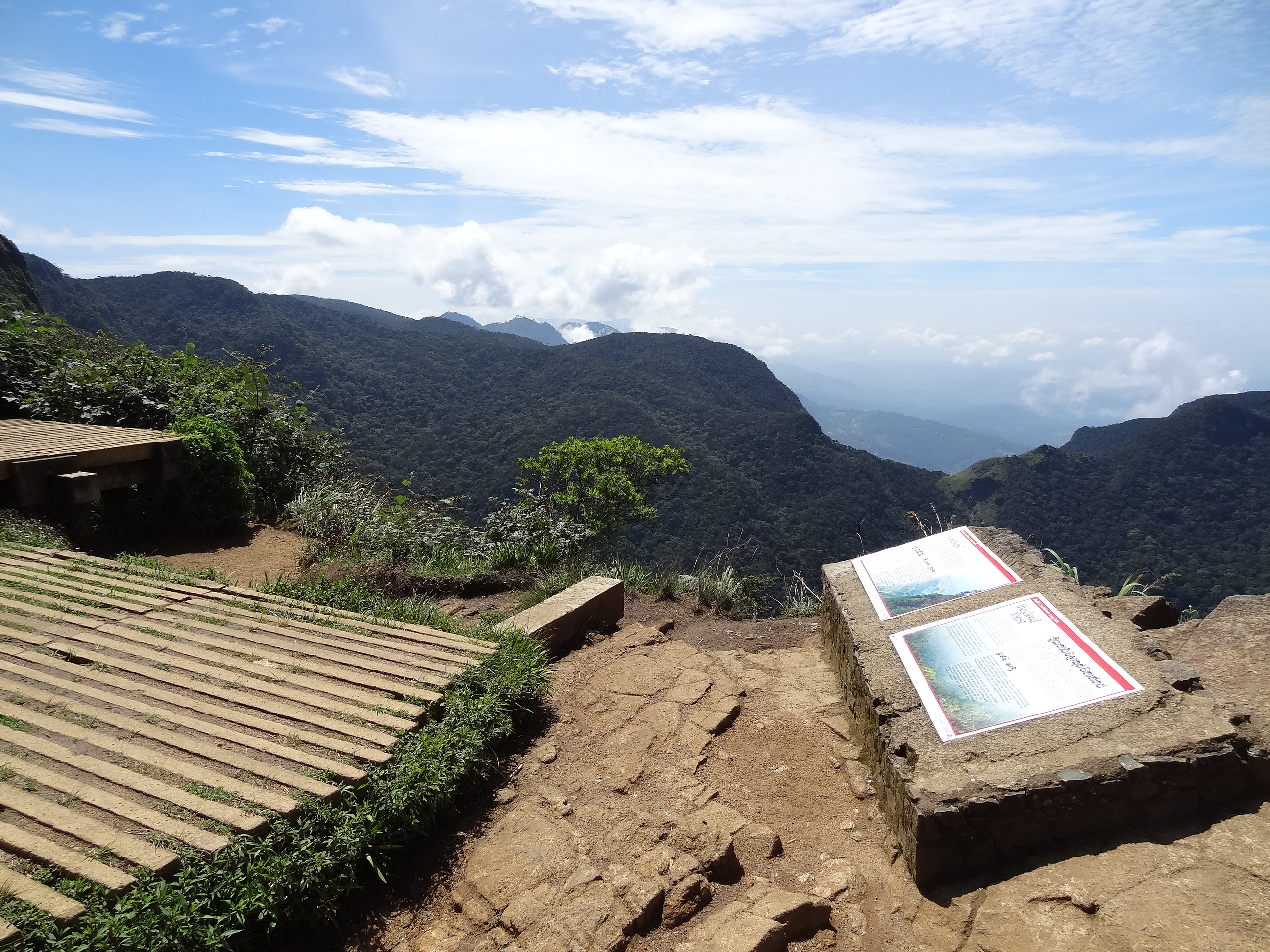
El precipicio «El fin del mundo».

El parque es un destino turístico popular en Sri Lanka, especialmente por «El fin del mundo», un acantilado de 870 metros de altura, y las cascadas Baker, un salto de agua de veinte metros, nombradas en honor del explorador británico Samuel Baker que las descubrió en 1845. En este sentido, en los primeros meses de 2009, este sitio recibió unos ingresos de 20.1 millones de rupias. Al lugar se accede mediante los caminos Nuwara Eliya-Ambewela-Pattipola, Haputaleor-Welimada-Boralanda-Ohiya y Nuwara Eliya-Hakgala-Rendapola-Ambewela-Pattipola.

## Amenazas y conservación

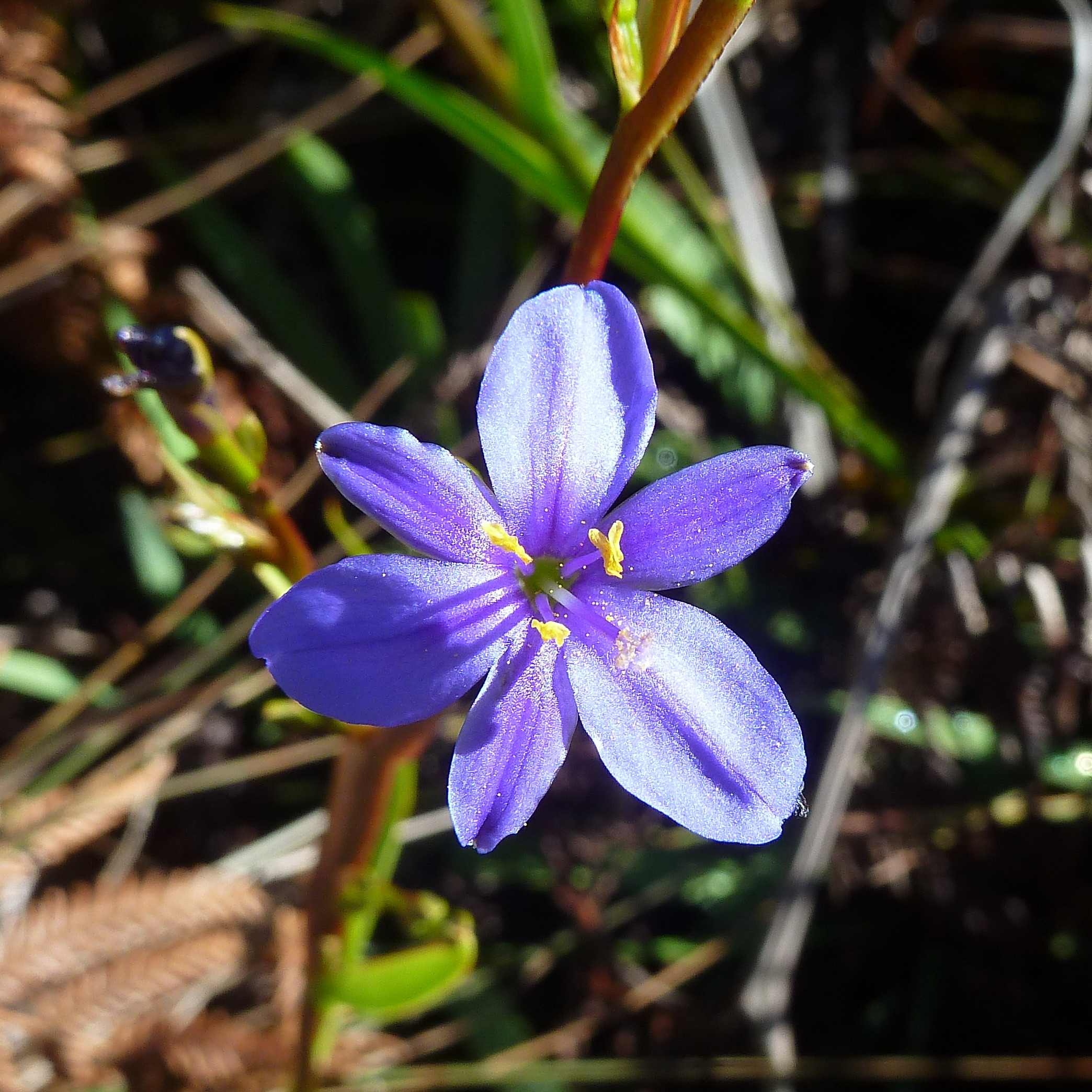
Ejemplar de Aristea ecklonii, una especie invasora en el parque.

Las llanuras de Horton forman parte de un amplio sistema de planicies y bosques que incluye a las Agra-Bopats y las Llanuras de Moon y de Elk. Entre 1831 y 1948, este fue un sitio de caza del ciervo sambar y, en menor medida, elefantes y jabalís. También en ese periodo se talaron bosques en las laderas inferiores para plantaciones de café y té. Por esta razón, el parque y el Área protegida del Pico Wilderness son zonas aisladas de otros bosques y pastizales. Hasta 1977, también había plantaciones de papa. Sin embargo, luego de la declaración de parque nacional, esas áreas se restablecieron como praderas.
En este sentido, los principales problemas asociados con la conservación del lugar son aquellos relacionados con el turismo: contaminación acústica, remoción de plantas, basura e incendios. Por otro lado, otras amenazas son la explotación maderera y de piedras preciosas, la colección de plantas con fines médicos y ornamentales, las invasiones y el tráfico vehicular. Asimismo, se ha extendido la presencia de especies exóticas invasoras que amenazan la flora nativa, como Ulex europaeus, Aristea ecklonii, Ageratina riparia y Acacia mearnsii. Algunos ciervos han muerto por consumir plástico, que obstruye sus conductos alimenticios. Por esta razón se ha prohibido a los visitantes llevar esas basuras al parque. En contraste, esos animales se han beneficiado de la introducción de especies de Pennisetum.
En 1978, se reportó por vez primera otra amenaza, la extinción paulatina del bosque, en la región de Thotupola Kanda del parque. Posteriormente se ha calculado que 17.2 % de las áreas forestales del sitio son objeto de una seria acronecrosis. Además, alrededor de 37 especies son las susceptibles de este fenómeno y, de ellas, veintiséis son endémicas de Sri Lanka. Un estudio planteó que la muerte forestal podría ser un fenómeno natural producido por el desgaste químico. Esto conduciría a un reducido nivel de calcio en el suelo y, por tanto, a la acidificación y toxicidad por magnesio y aluminio. Este último elemento contribuye al reducir el crecimiento de las raíces y la capacidad de absorción de cationes esenciales para las plantas.